# Niweat Siriwong
Niweat Siriwong ou นิเวศ ศิริวงศ์ en thaï, né le 18 juillet 1977 à Nakhon Phanom, est un footballeur thaïlandais. 

## Biographie

### International
Il participe à la Coupe d'Asie 2000, à la Coupe d'Asie 2004 et à la Coupe d'Asie 2007 avec la Thaïlande.

## Palmarès

### En club
- Sinthana :
  - Champion de Thaïlande en 1998.
  - Vainqueur de la Coupe de Thaïlande en 1997.
  - Vainqueur de la Kor Royal Cup en 1997 et 1998.

## Statistiques

### Buts en sélection
Le tableau suivant liste les résultats de tous les buts inscrits par Niweat Siriwong avec l'équipe de Thaïlande.